# 眠狂四郎殺法帖
《眠狂四郎殺法帖》（日语：眠狂四郎殺法帖）為1963年上映的時代劇，原作為柴田鍊三郎的同名作品，大映製作，其餘續集總計有12部，此為第一部。

## 劇情
在半空描繪圓月就有一條鮮血，一剎那地上就倒下六個人影。背上奇怪命運的眠狂四郎個性冷酷無情，他的劍魔劍圓月殺法，聞者無不驚心寒氈。但他和美女千佐、少林寺拳法的高手陳孫、暗中幫助他的忍者捨丸，四人之間存有何種宿命...

## 演員
- 眠狂四郎：市川雷藏
- 千佐：中村玉緒
- 陳孫：城健三朗
- 金八：小林勝彥
- 歌吉：扇町景子
- 常磐津文字若：真城千都世
- 前田宰相齊泰：澤村宗之助
- 錢屋五兵衛：伊達三郎
- 捨丸：高見國一
- 僧空然：荒木忍
- 窯元藏六：南部彰三
- 船宿女將：橘公子
- 根來龍雲：木村玄
- 阿美代的人：美吉かほる
- 江戶的民眾：滝川潔、布目真爾
- 惡棍：藤川準、西岡弘善、黑木英男、大杉潤、志賀明

## 製作人員
- 製片人：大菅実
- 企劃：遷久一
- 導演：田中德三
- 原作：柴田鍊三郎（週刊「新潮」連載）
- 編劇：星川清司
- 攝影：牧浦地志
- 美術：内藤昭
- 照明：中岡源權
- 錄音：奥村雅弘
- 音樂：小杉太一郎
- 剪輯：山田弘
- 副導演：土井茂

## 外部連結
- 眠狂四郎殺法帖 （页面存档备份，存于）（日語）